# Anke Late Night
Anke Late Night war eine von Brainpool produzierte deutsche Late Night Show.

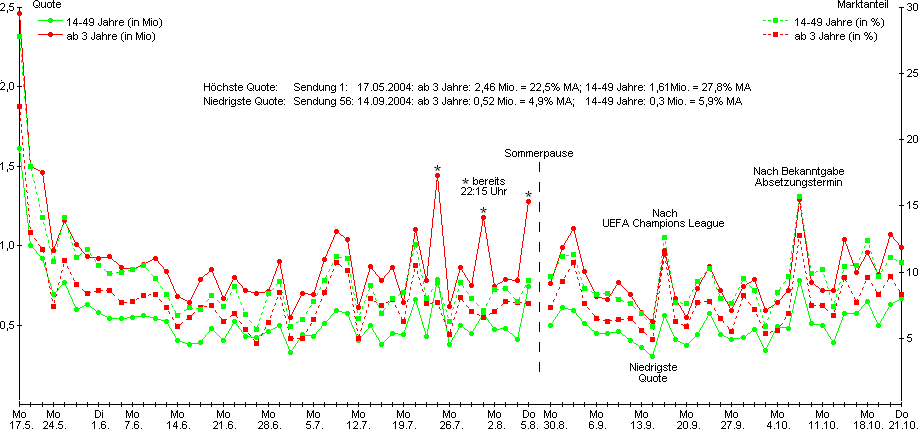
Verlauf von Quoten und Marktanteil

## Geschichte
Die von Anke Engelke moderierte Sendung startete am 17. Mai 2004 bei Sat.1 auf dem Sendeplatz der Harald Schmidt Show. Hausband der Sendung war die „Electric Ladyband“, geleitet von Claus Fischer, vormals Bassist bei der TV-total-Band. Für Aufsehen sorgte kurz vor der Premiere eine 10.000-Euro-Wette zwischen Rudi Carrell und Olli Dittrich. Carrell hatte gewettet, dass die Show ein Reinfall würde. Der damalige Sat.1-Chef Roger Schawinski ging medienwirksam darauf ein und wettete 20.000 Euro dagegen. Die Wette wurde im Juni 2004 von Carrell zurückgezogen. Auch der Fernsehkritiker Stefan Niggemeier prophezeite in der FAZ ein Scheitern der Late Night Show schon vor der Premiere.

### Rezeption der ausgestrahlten Sendungen
Die Premierensendung verfolgten durchschnittlich 2,46 Millionen Zuschauer (Marktanteil: 22,5 %). Gäste der ersten Sendung waren Bastian Pastewka, Sting, Stefan Raab und Max Mutzke. Der Spiegel beschrieb nach der Premiere das Kernproblem von Anke Late Night: „Das gesamte Setting der Show sei wie ein Korsett,“ das Anke Engelke nicht passe. „Die politischen Themen“ seien ihr „spürbar fremd, und auch das freihändige Herumphilosophieren über Gott und die Welt“. Sie brauche „einen festen dramaturgischen Rahmen“. Die zweite Ausgabe am 18. Mai 2004 verfolgten 1,50 Millionen Zuschauer (Marktanteil: 18 %); im Juli 2004 sahen zum Teil nur 700.000 Zuschauer (Marktanteil: 4,9 %) die Sendung.

### Sommerpause und Einstellung
Vom 5. August bis 30. August 2004 ging Anke Late Night trotz gegenteiliger Ankündigungen von Sat.1 in die Sommerpause. Nach der Sommerpause gab es am 30. August 2004 mit insgesamt 760.000 Zuschauern (7,3 % Marktanteil) kaum eine Verbesserung. Die Zuschauer im Alter von 14 bis 49 Jahren umfassten 9,7 % Marktanteil. Dies nährte die Gerüchte, die meist negative Kritik sowie die konstant erheblich unter den Erwartungen liegenden Quoten würden zur Einstellung der Show führen. Überdies waren die Produktionskosten, die Brainpool mit 40 Millionen Euro für drei Jahre angesetzt hatte, zu hoch, um bei den geringen Einschaltquoten durch die Werbeeinnahmen gedeckt zu werden. Am 21. Oktober 2004 wurde die Show deswegen schließlich abgesetzt.
Als „mein Desaster“ bezeichnete Engelke die Show später. „Ich konnte das einfach nicht“, antwortete sie auf die Frage, woran sie gescheitert sei. „Late Night heißt, dass der Moderator rausgeht, vor dem Publikum steht und erst mal eine Viertelstunde Witze erzählt. Diese Viertelstunde habe ich nicht hingekriegt.“